# Mariana, Mariana

Mariana, Mariana est un film mexicain réalisé par Alberto Isaac, sorti en 1987. 
L'un des derniers longs métrages du réalisateur, il lui permit de remporter l'Ariel d'Or en 1988.

## Synopsis
En 1986, peu de temps après le tremblement de terre qui a dévasté la ville, Carlos retourne à Mexico pour l'enterrement de son père. Il y retrouve d'anciennes connaissances et se remémore sa jeunesse. 
En 1948, il tombait amoureux de Mariana, la mère de son camarade de classe Jim, et lui déclarait son amour. Repoussé gentiment, incompris, il se retrouvait en déphasage avec le monde des adultes vers lesquels il se tournait : le prêtre, les psychiatres, et finalement ses parents, qui décidaient de l'inscrire dans une école catholique.

## Fiche technique
- Auteur original : José Emilio Pacheco (Las batallas en el desierto)
- Scénario (adaptation) : José Estrada, Vicente Leñero
- Réalisation : Alberto Isaac
- Assistant réalisation : Luis Gaytán
- Production : Héctor López Lechuga, Gerardo Barrera
- Musique originale : Carlos Warman
- Image : Ángel Goded, Daniel López
- Son : Daniel García, Javier Patiño
- Lumière : Antonio Alvarez
- Direction artistique : Héctor Romero, Xavier Rodríguez
- Montage : Carlos Savage fils
- Décors et scénographie : Jorge Morales, Ana Sánchez
- Pays d'origine :  Mexique
- Format : Couleur
- Genre :
- Durée : 85 minutes
- Dates de sortie :

## Distribution
- Elizabeth Aguilar : Mariana
- Juan Carlos Andrews : Jim
- Laura Almela : La jeune infirmière
- Isabel Andrade : Isabel
- Pedro Armendáriz Jr. : Carlos adulte (1986)
- Dinorah Corti : Rosa María
- José Luis Cruz : Le professeur Mondragón
- Angeles González : Le premier psychiatre
- Aarón Hernán : Le père de Carlos
- Saby Kamalich : La mère de Carlos
- Mariana Luisella : Estelita
- Corina Mendoza : Clara
- Julio Monterde : Le directeur d'école
- Adolfo Olmos : Rosales enfant (1948)
- Héctor Ortega : Le prêtre
- Fernando Palavicini : Rosales adulte (1986)
- Roberto Palazuelos : Le petit ami
- Gerardo Quiroz : Héctor, le frère de Carlos
- Luis Mario Quiroz : Carlos enfant (1948)
- Lucy Reina : La sœur de Carlos
- Ignacio Retes : Le second psychiatre
- Jorge Rocha : Le père de Jim
- Agustín Silva : Le concierge

## Autour du film
L'adaptation du roman de José Emilio Pacheco fut d'abord confiée à José Estrada, qui devait également réaliser le film. Il décéda peu après le début du projet, qui fut alors confié à son confrère Alberto Isaac. Mariana, Mariana est dédié à la mémoire d'Estrada, récompensé à titre posthume d'un Ariel du Meilleur Scénario. 
Comme dans plusieurs films d'Isaac (Los días del amor, Las noches de Paloma, Tiempo de lobos), la vie quotidienne est mise en scène jusque dans les moindres détails, et le sexe y tient une place inamovible. Au-delà de l'éveil sexuel des personnages, les thèmes abordés incluent également l'entrée du capitalisme au Mexique, la nouvelle donne familiale, et l'éternel conflit des générations.
Le jeune acteur Luis Mario Quiroz fut remarqué pour son interprétation sans faute de Carlos en 1948. Il reçut pour cela la Diosa de Plata, ainsi qu'un Ariel Spécial, la catégorie Meilleur Enfant Acteur ayant disparu de la compétition en 1972. Les décors et la mise en scène furent également récompensés par deux Ariels, pour avoir reproduit de façon réaliste la ville de Mexico en 1948.

## Distinctions

### Récompenses
- 1988 : Ariel d'Or du Meilleur Film décerné à Alberto Isaac pour Mariana, Mariana
- 1988 : Ariel d'Argent du Meilleur Réalisateur décerné à Alberto Isaac
- 1988 : Ariel d'Argent du Meilleur Scénario décerné à José Estrada et Vicente Leñero
- 1988 : Ariel d'Argent du Meilleur Second Rôle Féminin décerné à Saby Kamalich pour son interprétation de la mère de Carlos
- 1988 : Ariel d'Argent du Meilleur Montage décerné à Carlos Savage, ex æquo avec Ramón Aupart et Manuel Rodríguez B. pour Ulama (1986).
- 1988 : Ariel d'Argent du Meilleur Acteur dans un Petit Rôle décerné à Héctor Ortega pour son interprétation du prêtre
- 1988 : Ariel d'Argent du Meilleur Décor décerné à Jorge Morales et Ana Sánchez
- 1988 : Ariel d'Argent du Meilleur Metteur en Scène décerné à Xavier Rodríguez
- 1988 : Ariel Spécial et Diosa De Plata décerné à Luis Mario Quiroz pour son interprétation de Carlos enfant

### Nominations
- 1988 : nommé pour l'Ariel d'Argent dans les catégories Meilleure Actrice Principale (Elizabeth Aguilar), Meilleur Second Rôle (José Luis Cruz), Meilleure Photographie (Daniel López et Ángel Goded), et Meilleure Bande Sonore (Carlos Warman)